# Antípatre (astrònom)
Antípatre (grec antic: Ἀντίπατρος, llatí: Antipater) fou un astrònom i matemàtic grec que va escriure una obra sobre genetlialogia en què feia referència a la sort dels individus no del punt de vista del dia en què van néixer, sinó del moment en què van ser concebuts.